# Verhunî, raionul Cerkasî, regiunea Cerkasî
Verhunî (în ucraineană Вергуни) este localitatea de reședință a comunei Verhunî din raionul Cerkasî, regiunea Cerkasî, Ucraina.

## Demografie
Componența lingvistică a localității Verhunî
     Ucraineană (95,09%)
     Rusă (4,61%)
     Alte limbi (0,04%)
Conform recensământului din 2001, majoritatea populației localității Verhunî era vorbitoare de ucraineană (95,09%), existând în minoritate și vorbitori de rusă (4,61%).

## Legături externe
- pl Werhuny, wieś na lewym brzegu Taśminy în Dicționarul geografic al Regatului Poloniei și al altor țări slave, volum XII (Szlurpkiszki — Warłynka) 1892